# جوائز الدوري البرتغالي
جوائز الدوري البرتغالي (بالبرتغالية: Prêmios da LPFP‏) هي عبارة عن عدد من الجوائز التي يتم تقديمها سنويًا خلال مهرجان الدوري البرتغالي لكرة القدم للمحترفين، ويتم اختيار الفائزين من خلال التصويت. بين عامي 2006–2010 تم اختيار الفائزين عن طريق التصويت بين أعضاء نادي الصحافة الوطني الرياضي فقط. منذ عام 2011، بفضل اتفاقيات الرعاية الجديدة أصبحت جميع الجوائز المتعلقة بكرة القدم تنتمي إلى الدوري البرتغالي لكرة القدم للمحترفين وما يرتبط بها.
تُمنح هذه الجوائز سنوياً للاعبين الذين يلعبون في دوري الدرجة الأولى في دوري الدرجة الأولى ودوري الدرجة الثانية، كما هو الحال بالنسبة للمدربين والحكام. وأكثر جائزة تجذب الاهتمام هي جائزة أفضل لاعب في الدوري.

## الدوري البرتغالي الممتاز

### اللاعبين

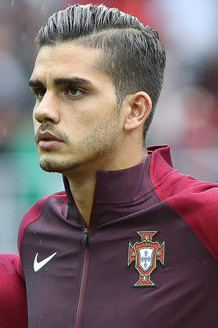
أندريه سيلفا الفائز بجائزة أفضل لاعب في موسم 2015–16.

| الموسم  | أفضل لاعب                        | أفضل لاعب صاعد                    | أفضل حارس                      | أفضل هدف                 | المصدر        |
| ------- | -------------------------------- | --------------------------------- | ------------------------------ | ------------------------ | ------------- |
| 2005–06 | ريكاردو كواريسما (بورتو)         | –                                 | –                              | –                        | [ 1 ] [ 2 ]   |
| 2006–07 | سيماو سابروسا (بنفيكا)           | ميغيل فيلوسو (سبورتينغ لشبونة)    | –                              | –                        | [ 3 ] [ 4 ]   |
| 2007–08 | ليساندرو لوبيز (بورتو)           | إدواردو (فيتوريا سيتوبال)         | –                              | –                        | [ 5 ] [ 6 ]   |
| 2008–09 | برونو ألفيش (بورتو)              | هالك (بورتو)                      | –                              | –                        | [ 7 ] [ 8 ]   |
| 2009–10 | دافيد لويز (بنفيكا)              | فابيو كوينتراو (بنفيكا)           | –                              | –                        | [ 9 ] [ 10 ]  |
| 2010–11 | هالك (بورتو)                     | نيكولاس غايتان (بنفيكا)           | هيلتون (بورتو)                 | –                        | [ 11 ] [ 12 ] |
| 2011–12 | هالك (بورتو)                     | خاميس رودريغيز (بورتو)            | روي باتريسيو (سبورتينغ لشبونة) | –                        | [ 13 ] [ 14 ] |
| 2012–13 | نيمانيا ماتيتش (بنفيكا)          | خوسوي (باسوش دي فيريرا)           | هيلتون (بورتو)                 | –                        | [ 15 ] [ 16 ] |
| 2013–14 | إنزو بيريز (بنفيكا)              | ويليام كارفاليو (سبورتينغ لشبونة) | يان أوبلاك (بنفيكا)            | –                        | [ 17 ] [ 18 ] |
| 2014–15 | جوناس (بنفيكا)                   | أوليفر توريس (بورتو)              | جوليو سيزار (بنفيكا)           | –                        | [ 19 ]        |
| 2015–16 | جوناس (بنفيكا)                   | ريناتو سانشيز (بنفيكا)            | روي باتريسيو (سبورتينغ لشبونة) | ريناتو سانشيز (بنفيكا)   | [ 20 ] [ 21 ] |
| 2016–17 | بيزي (بنفيكا)                    | نيلسون سيميدو (بنفيكا)            | إيدرسون (بنفيكا)               | سالفادور أغرا (ناسيونال) | [ 22 ]        |
| 2017–18 | برونو فرنانديز (سبورتينغ لشبونة) | روبن دياس (بنفيكا)                | إيكر كاسياس (بورتو)            | رودريغو بينهو (ماريتيمو) | [ 23 ]        |

### المدربين

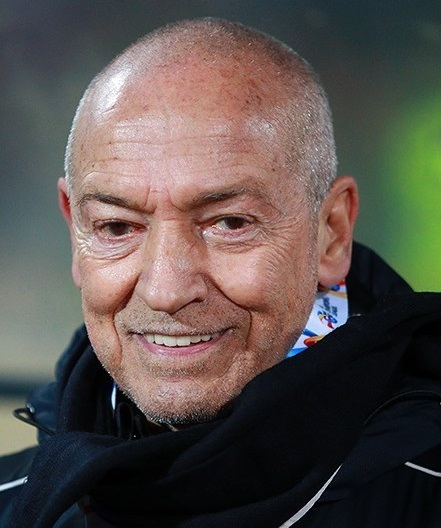
جوسفالدو فيريرا أكثر مدرب حصل على الجائزة (3 مرات، بالشراكة مع جورجي جيسوس) وهو الوحيد الذي حصل عليها في 3 مواسم متتالية.

| الموسم  | أفضل مدرب                 | أفضل مدرب صاعد                        | المصدر        |
| ------- | ------------------------- | ------------------------------------- | ------------- |
| 2005–06 | كو ادريانسي (بورتو)       | باولو بينتو (سبورتينغ لشبونة)         | [ 1 ] [ 2 ]   |
| 2006–07 | جوسفالدو فيريرا (بورتو)   | داوتو فاكويرا (إستريلا دا أمادورا)    | [ 24 ]        |
| 2007–08 | جوسفالدو فيريرا (بورتو)   | لم تُمنح                               | [ 5 ] [ 6 ]   |
| 2008–09 | جوسفالدو فيريرا (بورتو)   | جورجي كوستا (أولهانينسي)              | [ 8 ]         |
| 2009–10 | جورجي جيسوس (بنفيكا)      | أندريه فيلاش–بواش (أكاديميكا كويمبرا) | [ 9 ] [ 10 ]  |
| 2010–11 | أندريه فيلاش–بواش (بورتو) | –                                     | [ 11 ] [ 12 ] |
| 2011–12 | فيتور بيريرا (بورتو)      | –                                     | [ 13 ] [ 25 ] |
| 2012–13 | فيتور بيريرا (بورتو)      | –                                     | [ 26 ]        |
| 2013–14 | جورجي جيسوس (بنفيكا)      | –                                     | [ 17 ] [ 18 ] |
| 2014–15 | جورجي جيسوس (بنفيكا)      | –                                     | [ 19 ]        |
| 2015–16 | روي فيتوريا (بنفيكا)      | –                                     | [ 27 ]        |
| 2016–17 | روي فيتوريا (بنفيكا)      | –                                     | [ 22 ]        |
| 2017–18 | سيرجيو كونسيساو (بورتو)   |                                       | [ 23 ]        |

## الدوري البرتغالي الدرجة الثانية

### اللاعبين
| الموسم  | أفضل لاعب                | أفضل لاعب صاعد              | أفضل حارس                          | المصدر        |
| ------- | ------------------------ | --------------------------- | ---------------------------------- | ------------- |
| 2010–11 | ميجيل روزا (بيلينينسش)   | نيتو (فارزيم)               | باولو لوبيز (فييرينسي)             | [ 12 ]        |
| 2011–12 | ليكا (إشتوريل برايا)     | ميجيل روزا (بيلينينسش)      | فاغنر (إشتوريل برايا)              | [ 28 ]        |
| 2012–13 | ميجيل روزا (بنفيكا ب)    | بروما (سبورتينغ لشبونة ب)   | مات جونز (بيلينينسش)               | [ 16 ]        |
| 2013–14 | خورخي كوستا (موريرينسي)  | برناردو سيلفا (بنفيكا ب)    | كويم (ديسبورتيفو داس أفيس)         | [ 17 ] [ 18 ] |
| 2014–15 | توزيه ماريكو (تونديلا)   | غونسالو غيديس (بنفيكا ب)    | كويم (ديسبورتيفو داس أفيس)         | [ 19 ]        |
| 2015–16 | أندريه سيلفا (بورتو ب)   | أندريه سيلفا (بورتو ب)      | غيورغي ماكاريدزه (فييرينسي)        | [ 29 ]        |
| 2016–17 | باولينيو (بورتيمونينسي)  | روي كوستا (فارزيم)          | ريكاردو فيريرا (بورتيمونينسي)      | [ 22 ]        |
| 2017–18 | ريكاردو جوميز (ناسيونال) | شيكينيو (أكاديميكا كويمبرا) | ريكاردو ريبيرو (أكاديميكا كويمبرا) | [ 23 ]        |

### المدربين
| الموسم  | أفضل مدرب                          | المصدر        |
| ------- | ---------------------------------- | ------------- |
| 2010–11 | باولو ألفيس (جل فيسنتي)            | [ 11 ]        |
| 2011–12 | ماركو سيلفا (إشتوريل برايا)        | [ 30 ]        |
| 2012–13 | ميتشل فان دير غاغ (بيلينينسش)      | [ 16 ]        |
| 2013–14 | ميغيل ليل (بينافييل)               | [ 17 ] [ 18 ] |
| 2014–15 | فيكتور أوليفيرا (أونياو دا ماديرا) | [ 19 ]        |
| 2015–16 | فيكتور أوليفيرا (تشافيس)           | [ 29 ]        |
| 2016–17 | فيكتور أوليفيرا (بورتيمونينسي)     | [ 22 ]        |
| 2017–18 | كوستينيا (ناسيونال)                | [ 23 ]        |

## وصلات خارجية
- الموقع الرسمي